# Janusz Stawski
Janusz Stawski ps. „Poręba” (ur. 18 marca 1925 w Łodzi, zm. 3 stycznia 2014) – żołnierz Armii Krajowej oraz Konspiracyjnego Wojska Polskiego.

## Życiorys
Syn Stanisława Stawskiego, urzędnika kolejowego zatrudnionego na stacji Łódź Fabryczna. Zaangażował się w działania wojenne jako harcerz w wieku czternastu lat. Wraz z bratem, Jerzym Stawskim należeli do 20. Łódzkiej Drużyny Harcerskiej im. Zawiszy Czarnego. Od 1943 r. walczył w 74. Pułku Piechoty AK. Jego bezpośrednimi dowódcami byli Florian Budniak "Andrzej", Jan Kaleta "Postrach" i mjr. Tarchalski "Marcin". Uczestniczył m.in. w bitwach pod Krzepinem (30 października 1943) i pod Krzętowem (1 czerwca 1944). Następnie walczył w Konspiracyjnym Wojsku Polskim pod dowództwem Stanisława Sojczyńskiego "Warszyca" na terenie Obwodu Radomsko. W okresie powojennym pracował m.in. w dyrekcji Polskich Kolei Państwowych. Od 1975 r. mieszkał na wsi w gminie Aleksandrów Łódzki, zajmując się hodowlą koni i gęsi. Został pochowany na Starym Cmentarzu przy ul. Ogrodowej w Łodzi.